# Visnea mocanera
Espèce
Classification APG III (2009)
Espèce
Statut de conservation UICN

 LC  : Préoccupation mineure
Visnea mocanera est une espèce de plantes à fleurs du genre Visnea et de la famille des Pentaphylacaceae. C'est l'unique représentante de son genre. Elle a une répartition paléartique et fait partie de la Laurisylve. Elle est endémique à Madère, aux Canaries et en Macaronésie. C'est un arbuste qui mesure jusqu'à 8 m de haut.

## Étymologie
Le nom de genre Visnea est dédié à N. Visne, commerçant de Lisbonne qui était intéressé par la botanique. Le nom d'espèce mocanera provient d'une localité des Canaries.

## Sources
- (eo) Cet article est partiellement ou en totalité issu de l’article de Wikipédia en espéranto intitulé « Mokano » (voir la liste des auteurs).